# ケンタウリス
ケンタウリス（古希: Κενταυρίς, Kentauris）は、女性のケンタウロスである。ケンタウロスの女性形であり、複数形はケンタウリデス（古希: Κενταυρίδες, Kentaurides）。ギリシア神話において、ケンタウロスの一員として初めて登場したケンタウリスは、文献ではたまにしか言及されていないが、ギリシア美術や古代ローマのモザイク画には頻繁に登場する。文献に最も頻繁に登場するケンタウリスは、ケンタウロスのキュラロスの妻であるヒュロノメーである。

## 名前
固有名詞としてのケンタウリスは、特にケンタウロイ族の女性を指し、英語では一般名詞の centaurs として表現される。英語では、 Centauress がより一般的だが、 centaurelle や centaurette が使われることもある。

## 文学的描写
修辞学者大ピロストラトスによる『エイコネス』では、ケンタウリスについて以下のような簡単な記述がある。
馬であるところのケンタウリスのなんと美しいことか。白い牝馬から生まれるもの、栗色の牝馬につくもの、被毛がうすくなっているものもあるが、手入れの行き届いた馬のように輝いている。黒い雌馬から生まれる白い雌のケンタウリスもいて、色の対立が全体の統一された美しさを生み出している。
詩人オウィディウスによる『変身物語』では、ヒュロノメーについて以下のような簡単な記述がある。
高い森の、ケンタウロスの女の子の中で、誰よりも気さくな人はいなかった。彼女だけが、愛と甘い言葉を勝ち取る方法で、サイラスを抱きかかえていた。艶やかな髪を梳き、そのカールにローズマリーやスミレ、バラなどを順番に絡ませ、時には純白のユリを身につけていた。一日に二度、パガサエの高い森から流れてくる清らかな小川で顔を洗い、二度、その流れに体を浸し、左脇と肩には選び抜かれた獣から身につけたもの以外の皮膚を身につけようとしなかった。
ウィリアム・シェイクスピア作の『リア王』第4幕第6場124～125行では、ケンタウリスを以下のように指している。
上半身は女性ながらも、

腰から下はケンタウロス。

## その他の登場作品

ウェヌスを挟むケンタウリス
(2世紀頃、古代ローマのモザイク画)

イギリスのランバート家では、左手にバラを持った女性のケンタウロスを紋章として用い、記念碑に描いていた。しかし、この紋章の権威を確立することができず、18世紀になって弓を持った男性のケンタウロスに変更されたという。
ウォルト・ディズニーの映画『ファンタジア』では、ベートーヴェンの「田園交響曲」がギリシア神話の場面で描かれているが、その中で男女のケンタウロス（スタジオでは「ケンタウレット」と呼ばれている）が登場する。ケンタウロスは様々な場面で登場するが、中には1940年当時の流行的な女性のマナーを身につけている姿も描かれている。また、ケンタウレットは青をはじめとする人肌以外の色で描かれており、当初は胸がない状態で描かれていたが、ヘイズ・コードの適用により、アメリカ映画製作配給会社はアニメーターに胸を花輪で覆うことを強要したという。1960年代に人種的ステレオタイプに対する考え方が変わったことで、黒人のケンタウレットが他の人を待っているシーンがカットされた。
フォークアルバム『From The Beggar's Mantle』に収録されている、バーバラ・ディクソンが歌った『Witch Of The Westmoreland』という曲には、慈悲深い魔女が登場する。この曲では、「半身が乙女の形をしていて、漆黒の牝馬の体をしている」と説明されている。
沼正三の小説『家畜人ヤプー』には、雌の一卵性双生児のヤプーを合成手術によりケンタウリス状にした「セントーア」が登場する。
2000年代後半以降、日本における萌え擬人化ブームの一環として、『モンスター娘のいる日常』や『セントールの悩み』など、いくつかの日本のアニメや漫画にケンタウリスが登場している。